# Самборский, Владимир Сергеевич
Влади́мир Серге́евич Самбо́рский (укр. Володимир Сергійович Самборський; род. 29 августа 1985, Леськово, Черкасская область) — украинский футболист, правый защитник. Бронзовый призёр юношеского чемпионата Европы 2004 (до 19 лет). Автор первого гола ФК «Харьков» в высшей лиге.

## Игровая карьера
Родился в Черкасской области. В 11 лет с родителями переехал жить в Киев, после чего стал заниматься футболом в столичной ДЮСШ «Локомотив». Первый тренер — Валерий Иванович Иванов. В 15 лет был приглашён в академ-класс Павла Яковенко, прошёл все его ступеньки: «Динамо» (Обухов), «Борисфен-2», «Динамо-3», юношеские сборные Украины. В 2002 году был переведён в «Динамо-2», где столкнулся с отсутствием игровой практики. В 2004 году, получив предложение от Геннадия Литовченко, почти не раздумывая поехал играть в «Металлист». В первой лиге за харьковчан выходил преимущественно на замену, но после возвращения в высшую, отыграл 13 матчей без замен. Дебютировал 25 июля 2004 года в игре с «Ворсклой». В следующем году вслед за Литовченко ушёл в соседний «Арсенал», а затем — в организованный на его базе ФК «Харьков». 12 июля 2005 года забил в ворота «Кривбасса» дебютный гол «Харькова» в высшей лиге. Менее чем через месяц, 31 августа порвал крестообразные связки, после чего выбыл из строя более чем на год, до декабря 2006. После того как окончательно восстановился, стал редко выходить в основном составе, но в конце 2007 года продлил контракт с клубом ещё на два года. В начале 2008 года в первый же день зимнего сбора получил разрыв мениска и следующие полгода вновь провёл на реабилитации. Когда смог вернуться на поле, играл чаще за дубль. В 2011 году полсезона выступал в дубле «Кривбасса».

## Карьера в сборной
Играл за юношеские разных возрастов и молодёжную сборные Украины. Становился бронзовым призёром юношеского чемпионата Европы 2004 (до 19 лет). В финальном турнире сыграл во всех 4-х матчах.

## Позиция на поле
Начинал играть на позиции нападающего. Становился лучшим бомбардиром ДЮФЛ, выступая за «Динамо». Со временем Яковенко перевёл Самборского на позицию правого защитника, при этом при первой возможности футболист подключался вперёд, помогая партнёрам но атаке. Иногда играл в полузащите.

## Тренерская карьера
Осенью 2012 года был зачислен в тренерский штат ДЮФШ «Динамо» им. Валерия Лобановского на работу тренером по технической подготовке среди младших возрастных групп.